# Impero svedese
Nella storiografia odierna, il periodo della storia della Svezia  compreso tra il 1611 e il 1721 è indicato come Impero svedese, o stormaktstiden ("l'era della grande potenza"), anche se dal punto di vista formale la Svezia non divenne mai un vero e proprio impero in senso legale o terminologico, ma rimase sempre un regno.
La Svezia è l'unico Paese nordico ad aver mai raggiunto lo status di grande potenza militare.

## La Pace di Vestfalia
Alla conclusione della guerra dei trent'anni, il Congresso della pace di Vestfalia del 1648 assegnò alla Svezia alcuni territori come riparazioni di guerra. La Svezia chiese la Slesia, la Pomerania (che era in suo possesso da circa venti anni) e un'indennità di 20.000.000 di Riksdaler.
Attraverso gli sforzi di Axel Oxenstierna e Johan Banér ottenne:
- l'Alta Pomerania, con le isole di Rügen e Usedom;
- una striscia di terra della Bassa Pomerania, sulla riva destra dell'Oder, incluse le città di Stettino, Garz, Damm e Gollnow;
- l'isola di Wollin, con il diritto di successione al resto della Bassa Pomerania nel caso di estinzione degli Hohenzollern del Brandeburgo;
- la città di Wismar con i distretti di Pod e Neukloster;
- la diocesi secolarizzata di Brema-Verden con la città di Wildeshausen;
- 5.000.000 Riksdaler.

Questi possedimenti tedeschi furono gestiti come vassalli del Sacro Romano Impero. Questo permise alla Svezia di avere un voto nella Dieta imperiale e di "dirigere" il circolo della Bassa Sassonia, in alternanza con il Brandeburgo. La Francia e la Svezia, inoltre, divennero garanti del trattato con l'imperatore del Sacro Romano Impero, e furono incaricati di diffondere le leggi, approvate dal congresso esecutivo di Norimberga nel 1650.

## Possedimenti

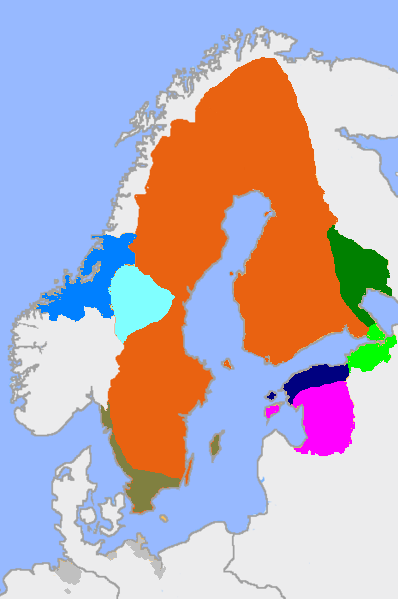
La Svezia al massimo dell'espansione territoriale, a seguito del trattato di Roskilde nel 1658. L'area arancione mostra i territori del regno nel 1524.

Dopo diciotto anni di guerra la Svezia conquistò solo poche terre sparpagliate ma ottenne il controllo sicuro dei tre fiumi principali della Germania del nord, l'Oder, l'Elba e il Weser, ed ebbe pertanto i diritti di riscossione delle tasse per quelle grandi arterie commerciali. Le due ragioni principali per la ridotta ricompensa alla Svezia furono la gelosia della Francia e l'impazienza della regina Cristina di Svezia. Dopo l'intervento svedese, la nazione poté contare sulla libertà religiosa in Europa per i protestanti: questa rimane la più grande conquista politica svedese e la nazione divenne il leader riconosciuto del protestantesimo continentale per 70 anni, fino alla caduta dell'Impero. L'elevazione della Svezia al rango di potenza imperiale richiese che il Paese rimanesse una monarchia militarista, armata per ogni possibile emergenza. La povertà dello stato e la popolazione scarsa erano segnali del fatto che la Svezia non era adatta allo status imperiale. Alla metà del XVII secolo, comunque, con la Francia come alleato, l'incompatibilità tra i suoi poteri e le sue aspirazioni non era così evidente.

## Il rafforzamento interno
Per il momento, la Svezia manteneva una debole posizione di leadership. La gestione oculata dello stato poteva garantire l'esistenza di possedimenti permanenti sulla costa baltica ma lasciava poco spazio agli errori. Sfortunatamente la leggerezza dei successori di Gustavo Adolfo, Cristina e Carlo X causò grandi difficoltà per il nuovo impero.
La leggerezza finanziaria di Cristina portò lo stato sull'orlo della bancarotta, e le difficoltà finanziarie causarono rivolte popolari fino al momento della sua abdicazione. Il popolo svedese temeva che la grandezza esterna ed artificiale del proprio paese potesse essere acquisita solo con la perdita delle libertà civili e politiche. Gli svedesi sperarono in un nuovo re che potesse risolvere il problema del troppo potere gestito dalla nobiltà.
Carlo X fu un arbitro forte e deciso tra il popolo e la nobiltà. Essendo un soldato, diresse la sua ambizione verso la gloria militare. Dato che però era anche un politico, capì anche che l'unità interna era necessaria per una politica estera forte.

La regina Cristina

La questione interna più urgente era la "Reduktion", o restituzione delle terre della corona alienate. Al Riksdag degli Stati del 1655 il re propose che i possidenti nobili delle proprietà della corona dovessero: pagare una somma annuale di 200.000 Riksdaler per le terre che avevano ricevuto o cedere un quarto della proprietà stessa, del valore di circa 800.000 Riksdaler. La nobiltà desiderava evitare le tasse e decise che il 6 novembre 1632, giorno della morte di Gustavo Adolfo, dovesse essere posto come limite di retroattività per il pagamento delle tasse, e che non ci dovessero essere ulteriori risoluzioni riguardo alle terre alienate. Contro questa decisione, gli stati minori sovratassati protestarono e la Dieta dovette essere sospesa. Il re intervenne, non per attenuare le posizioni del popolo, ma per obbligare la nobiltà a cedere. Propose un comitato speciale per la risoluzione del problema prima della riunione del successivo Riksdag, e nel frattempo si decise che avrebbe dovuto essere pagato un contributo proporzionale al reddito di ogni classe. Entrambe le parti acconsentirono alla proposta.
Carlo X aveva fatto del suo meglio per migliorare il disastro finanziario lasciato da Cristina; il suo desiderio di gloria militare causò comunque problemi alla nazione. In tre giorni, persuase il Riksdag degli Stati dei potenziali vantaggi ottenibili con l'attacco alla Polonia. Quando comunque lasciò Stoccolma per Varsavia il 10 luglio 1654, ottenne più gloria personale che vantaggio per la nazione. La guerra polacco-svedese divenne in seguito un conflitto di portata europea. Carlo riuscì ad effettuare il passaggio attraverso il Grande Belt nel febbraio 1658, uscendo trionfante dal conflitto, per poi morire di sfinimento. Subito dopo la sua morte il consiglio di reggenza, nominato vista la minore età del nuovo sovrano Carlo XI di Svezia (dell'età di quattro anni), si mosse per portare a termine la guerra contro i nemici della Svezia, che allora comprendevano Impero russo, Regno di Polonia, Brandeburgo e Danimarca.

## La pace di Oliva
La pace di Oliva del 3 maggio 1660 pose fine alla lunga guerra con la Confederazione polacco-lituana. Durante le guerre la Polonia perse circa un terzo della sua popolazione, oltre allo status di grande potenza. La mediazione francese in questo trattato pose fine anche alle contese tra la Svezia e l'imperatore ed elettore del Brandeburgo. Questa pace confermò sia i possedimenti svedesi in Livonia sia la sovranità del Brandeburgo sulla Prussia Orientale; inoltre il re di Polonia rinunciò a tutte le pretese sulla corona svedese. Il trattato obbligò la Danimarca-Norvegia a riaprire i negoziati con la Svezia. Infine, con la pace di Copenaghen del 27 maggio 1660 la Danimarca-Norvegia cedette le tre province della Scania alla Svezia, ma ricevette la provincia danese-norvegese di Trøndelag e l'isola di Bornholm che erano state cedute con il trattato di Roskilde due anni prima. La Danimarca-Norvegia fu anche obbligata a riconoscere l'indipendenza dei ducati di Holstein-Gottorp; la guerra russo-svedese (1656—1658) terminò con la pace di Kardis il 2 luglio 1661 e con il trattato di Stolbovo, con il quale lo zar cedette le province baltiche alla Svezia (l'Ingria, l'Estonia e il Kexholm).
La Svezia emerse pertanto dalla guerra non solo come potenza militare, ma anche come uno dei più vasti stati europei, comprendendo circa il doppio del territorio dell'attuale Svezia. La terra si estendeva per 1.100.000 km². Mentre la moderna Svezia confina con il Mar Baltico, nel XVII secolo il Baltico era solo un intermezzo tra i vari possedimenti. Tutte le isole di questi mare, eccetto il gruppo danese, apparteneva alla Svezia. Gli estuari di tutti i grandi fiumi tedeschi sorgevano all'interno del territorio svedese, che comprendeva anche i due terzi del lago Ladoga e metà del lago Peipus. Stoccolma, la capitale, sorgeva al centro dell'impero, la cui seconda città era Riga, sull'altra sponda del mare. L'impero contava un quarto della popolazione (2.500.000 persone, 5,6 ab/km²) dell'attuale Svezia. Inoltre i nuovi confini della Svezia divisero i gruppi etnici, pertanto le potenti nazioni confinanti cercarono l'opportunità di riunirli.

## La sconfitta danese

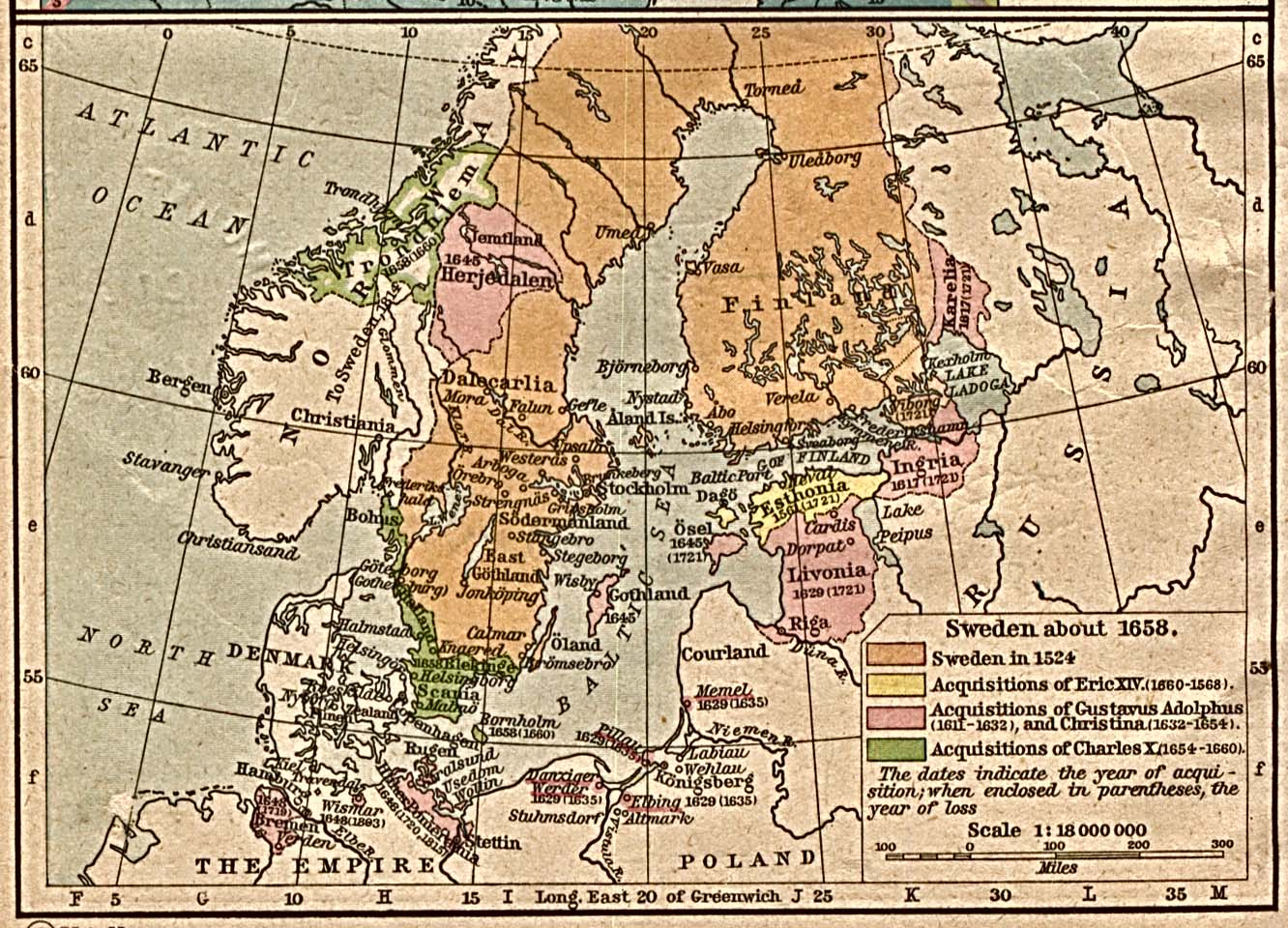
La Svezia nel 1658, dopo il trattato di Roskilde.

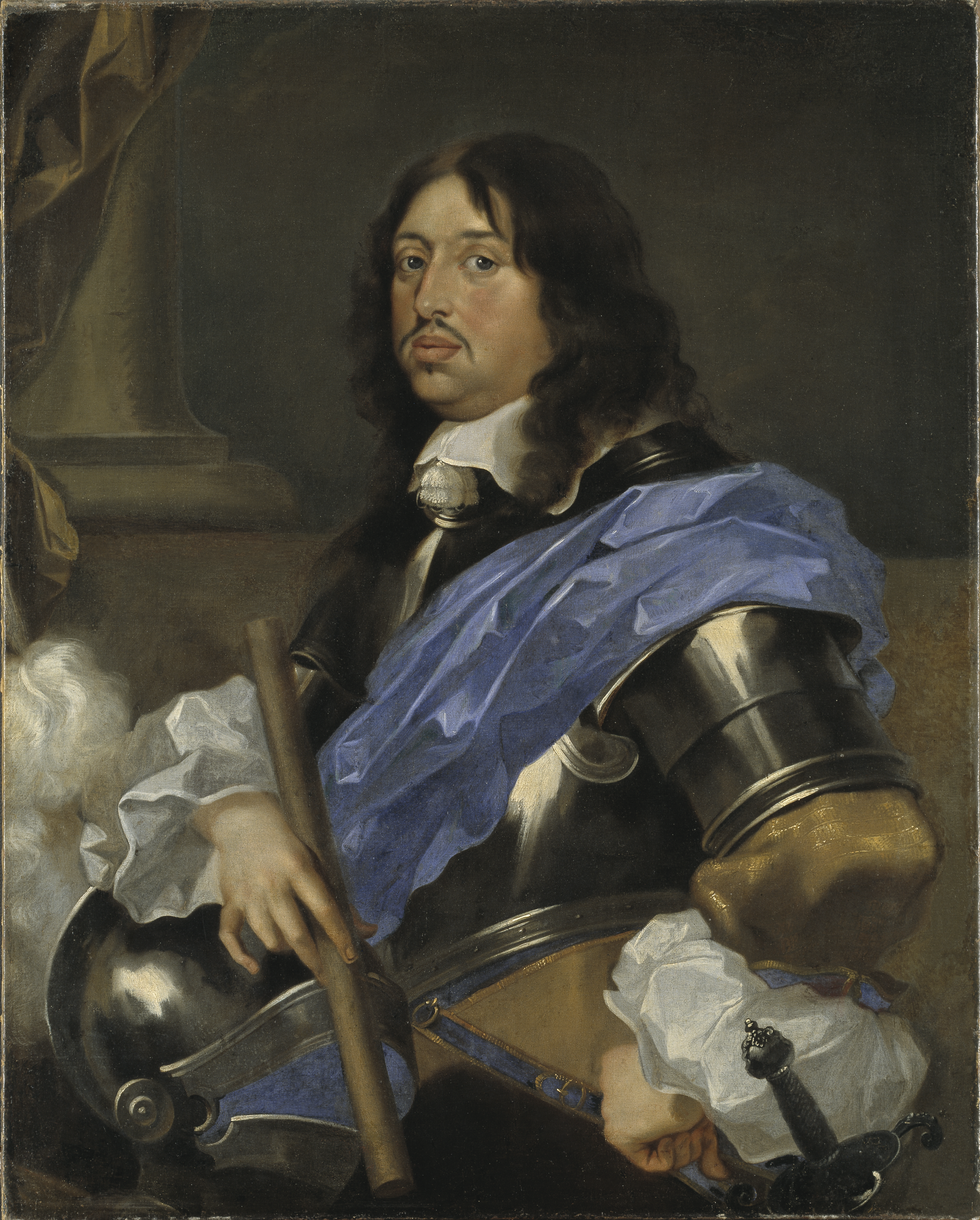
Re Carlo X

La Svezia aveva ora una considerevole influenza politica, che fu indebolita dalla perdita del prestigio morale. Con l'ascesa al trono di Carlo X nel 1655, gli stati vicini alla Svezia avrebbero potuto divenire alleati, tuttavia le perdite territoriali combinate con l'abbandono della libertà religiosa, indebolirono i legami con la Svezia. Alla morte di Carlo X, cinque anni dopo, il paese non solo aveva danneggiato i suoi nuovi territori, ma era anche odiato dagli stati circondanti per la sua mancanza di difesa del protestantesimo. I tentativi di Carlo di conquistare il favore del Brandeburgo dividendo la Polonia non solo ebbe l'effetto contrario, ma creò anche un nuovo rivale a sud pericoloso quasi quanto la Danimarca.
Nel 1660, dopo cinque anni di guerra, la Svezia aveva ottenuto la pace e l'opportunità di organizzare e sviluppare il nuovo impero, ma i quindici anni di reggenza successivi a Carlo X non affrontarono con successo la situazione.

L'amministrazione fu divisa al proprio interno e trovò ostacoli nella mancanza di unità e di capacità dei suoi statisti.

I due rivali principali erano il partito militare-aristocratico, guidato da Magnus Gabriel De la Gardie, ed il partito di pace e sviluppo economico guidato da Johan Gyllenstierna.

Il gruppo aristocratico prevalse e portò ad un declino della moralità che lo rese noto fra i suoi vicini.

L'amministrazione si fece notare per indolenza e scarsa attenzione ai problemi che portarono ad una incuria degli affari di stato.

Inoltre la corruzione del governo portò la Svezia ad essere prezzolata da potenze straniere.

Questa “politica di sovvenzione” risaliva ad un accordo del 1661, con cui la Svezia, in cambio di una somma considerevole di denaro, sosteneva il candidato francese al trono polacco.

La Svezia fu dibattuta fra Luigi XIV di Francia e i suoi avversari riguardo al controllo sui domini spagnoli dei Paesi Bassi.

La fazione anti-francese prevalse e nell'aprile 1668 la Svezia aderì alla Triplice Alleanza, che concludeva le acquisizioni francesi con il trattato di Aix-la-Chapelle.

Per i quattro anni successivi la Svezia rimase allineata alla Triplice Alleanza; ma, nel 1672, Luigi XIV riuscì ad isolare le Province Unite olandesi ed a recuperare la Svezia come alleata.

Col trattato di Stoccolma del 14 aprile 1672 la Svezia trovò un accordo con la Francia per proteggere i Paesi Bassi dalle rivendicazioni tedesche in cambio di 400.000 corone all'anno in tempo di pace e 600.000 nei periodi di guerra.

## La guerra di Scania
Nel 1674, Luigi XIV chiese aiuto alla Svezia per invadere il Brandeburgo. Nel maggio 1675 un esercito svedese avanzò lungo la Marca, ma il 18 giugno fu sconfitto a Fehrbellin, e si ritirò a Demmin. L'affare di Fehrbellin fu un semplice scontro, con meno di 600 vittime, ma fece apparire la Svezia vulnerabile e spinse perciò le potenze confinanti ad attaccarla nella cosiddetta guerra di Scania.
A questo punto, l'impero iniziò a crollare. Nel 1675 il Brandeburgo, gli austriaci e i danesi si annessero la Pomerania e il Ducato di Brema; nel dicembre 1677 l'elettore di Brandeburgo conquistò Stettino. Stralsund cadde il 15 ottobre 1678, mentre Greifswald, ultimo possesso svedese sul continente, fu perso il 5 novembre. Con l'annientamento del potere via mare della Svezia, il 4 agosto 1677, fu annullata l'alleanza difensiva con Giovanni III di Polonia a causa della battaglia di Öland del 17 giugno 1676 e della battaglia di Fehmarn, del giugno 1677.
Attraverso i successi militari del giovane re svedese e l'attività diplomatica di Luigi XIV, iniziarono le sessioni di un congresso a Nimega nel marzo 1677; all'inizio del congresso il re francese dettò i termini di una pace. Una delle condizioni chiave era la completa reistituzione della Svezia, dato che egli aveva bisogno di un forte alleato svedese. Carlo XI rifiutò tuttavia di cedere territori ai suoi nemici, il che portò il re di Francia a negoziare a nome della Svezia senza il consenso di quest'ultima. Con i trattati di Nimega, il 7 febbraio e di Saint-Germain, il 29 giugno 1679, furono restituiti alla Svezia tutti i suoi territori tedeschi. Il 2 settembre, con la pace di Fontainebleau che confermò la pace di Lund, del 4 ottobre 1679, la Danimarca fu obbligata a cedere indietro le terre alla Svezia; anche se la Svezia non avrebbe mai potuto riconquistare tutte le sue terre da sola, Carlo XI iniziò a disprezzare fortemente il re francese e a sviluppare una politica anti-francese.

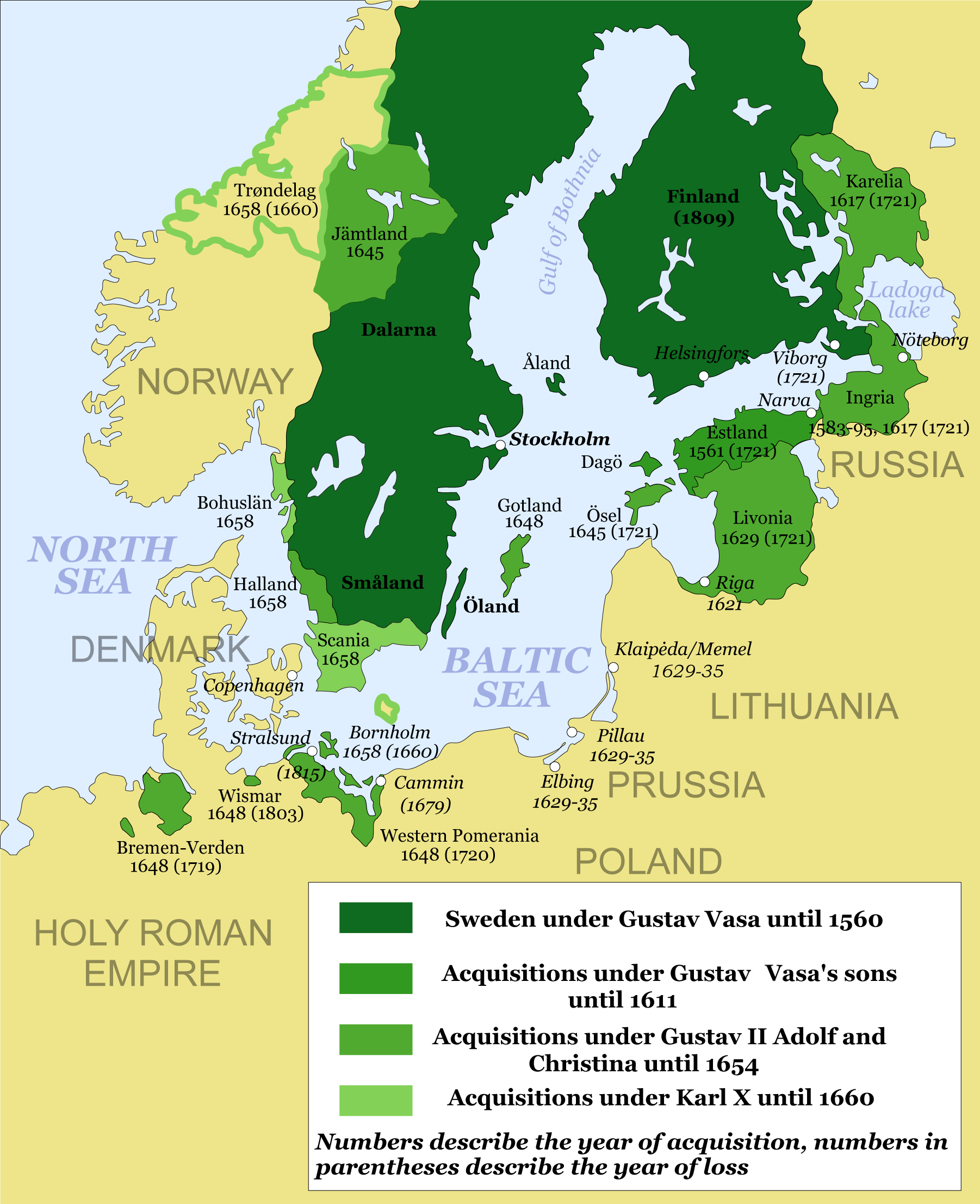
Dettaglio dei vari territori svedesi, con indicato l'anno di acquisizione e l'anno dell'eventuale perdita (quest'ultima viene indicata dall'anno tra parentesi)

## Carlo XI

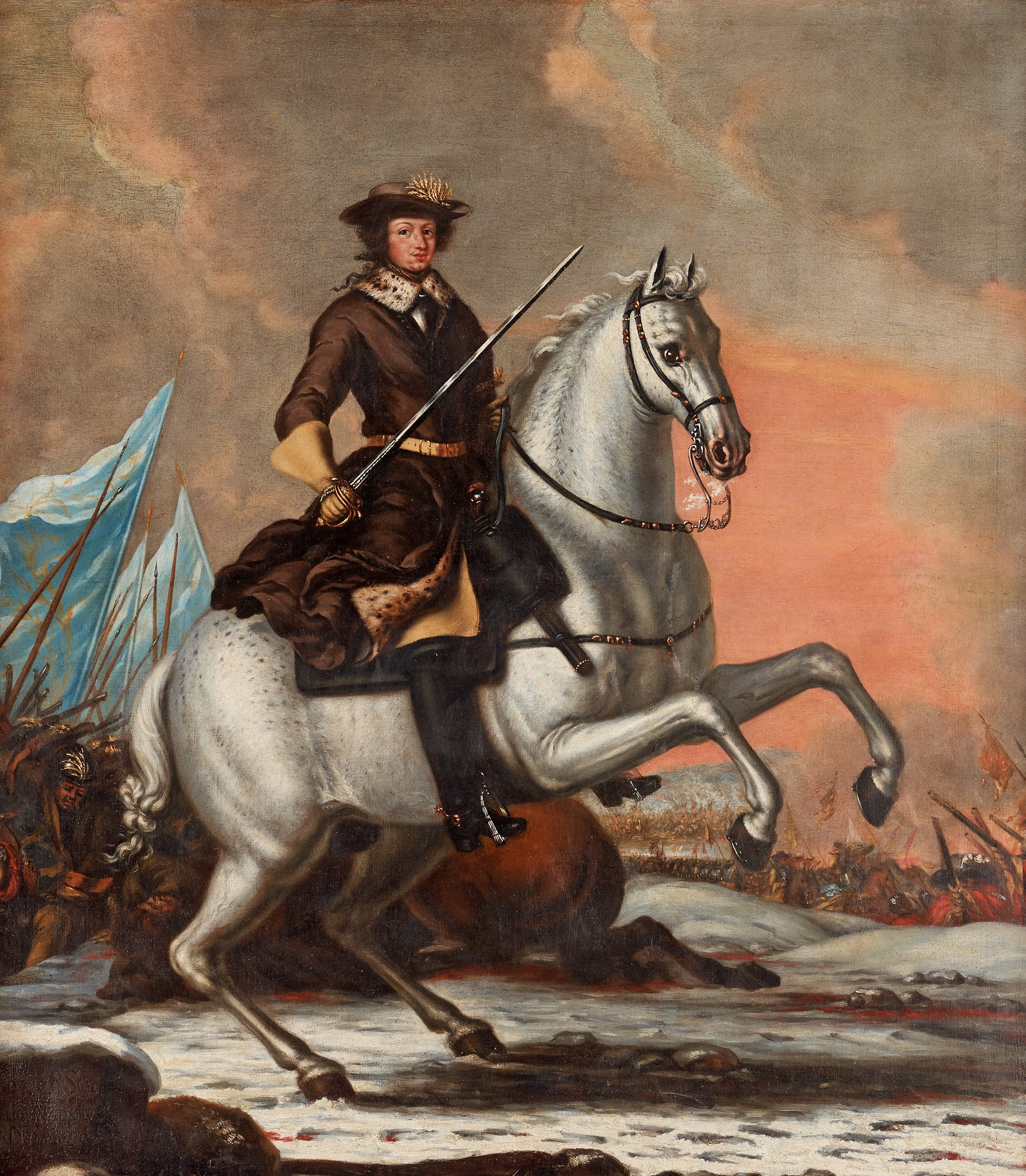
Re Carlo XI

La parte restante del regno di Carlo XI è degna di nota per la rivoluzione con la quale il governo della Svezia fu trasformato in monarchia semi-assoluta. Il re uscì dalla guerra convinto che se la Svezia voleva mantenere la propria posizione di grande potenza, necessitava di riforme radicali nell'interno sistema economico, e doveva circoscrivere il potere della nobiltà. Carlo XI sentì che poteva, ora che aveva alleati nelle classi più basse.
Il Riksdag di Stoccolma dell'ottobre 1680 diede inizia a una nuova era nella storia svedese. Su proposta dei contadini, fu portata al Riksdag la questione della riconquista dei territori alienati dalla corona, e una risoluzione della Dieta sancì che tutte le contee, i baronati, i domini e le altre tenute che producevano una rendita annuale di più di un certo ammontare dovevano essere restituite alla Corona. Lo stesso Riksdag decise che il re non doveva attenersi a nessuna particolare costituzione, ma solo a leggi e statuti e non era nemmeno obbligato a consultare il Consiglio Privato: doveva essere considerato un signore sovrano. Il Consiglio Privato cambiò il suo titolo ufficiale da Riksråd (consiglio di Stato) a Kungligt råd (consiglio reale): un segno visibile che i consiglieri non erano più alla pari del re, ma piuttosto suoi servitori.
In questo modo, la Svezia era divenuta una monarchia assoluta, ma il Re concesse comunque al popolo svedese il diritto di essere consultato nelle materie più importanti in Parlamento. Il Riksdag, completamente adombrato dal sovrano, non fece altro, durante il regno di Carlo XI, che registrare i decreti reali; continuò comunque ad esistere come parte essenziale del governo. Inoltre, questo trasferimento di potere e autorità fu un atto volontario. Il popolo, sapendo che il re era suo alleato, si fidò e cooperò con lui; il Riksdag del 1682 dichiarò che il re aveva il potere di concedere feudi e di requisirli, dandogli pertanto il diritto di disporre della proprietà dei suoi soggetti. Questo nuovo principio di autocrazia fu esteso all'autorità legislativa del re quando il 9 dicembre 1682 tutti e quattro gli Stati non solo confermarono che il re deteneva il potere legislativo, ma gli diedero anche il diritto di interpretare ed emendare la legge.
Il recupero delle terre alienate dalla corona occupò Carlo XI per il resto della sua vita. Egli creò una commissione, che fu infine convertita in istituzione permanente dello stato; questa commissione agiva sul principio secondo il quale il titolo di tutte le tenute private poteva essere messo in discussione, perché in qualche tempo dovevano essere sicuramente appartenute alla Corona; la produzione della prova che il terreno era effettivamente del proprietario era compito del proprietario stesso e non della corona. L'ammontare delle requisizioni ottenuto con l'intera "Reduktion" è impossibile da calcolare; è possibile dire però che, con la gestione oculata e con la sua rigida economia, Carlo XI ridusse il debito nazionale di tre quarti.
Carlo XI riformò anche la Marina Reale Svedese; siccome le recenti guerre avevano dimostrato che Stoccolma non era adatta come stazione navale, iniziò la costruzione di un nuovo arsenale a Karlskrona. Dopo settant'anni di difficoltà economiche, l'impresa fu completata. Alla morte di Carlo XI la Svezia poteva contare su una delle migliori macchine da guerra del mondo, basata sui soldati detti Karoliner.

## Carlo XII e la Grande guerra del Nord

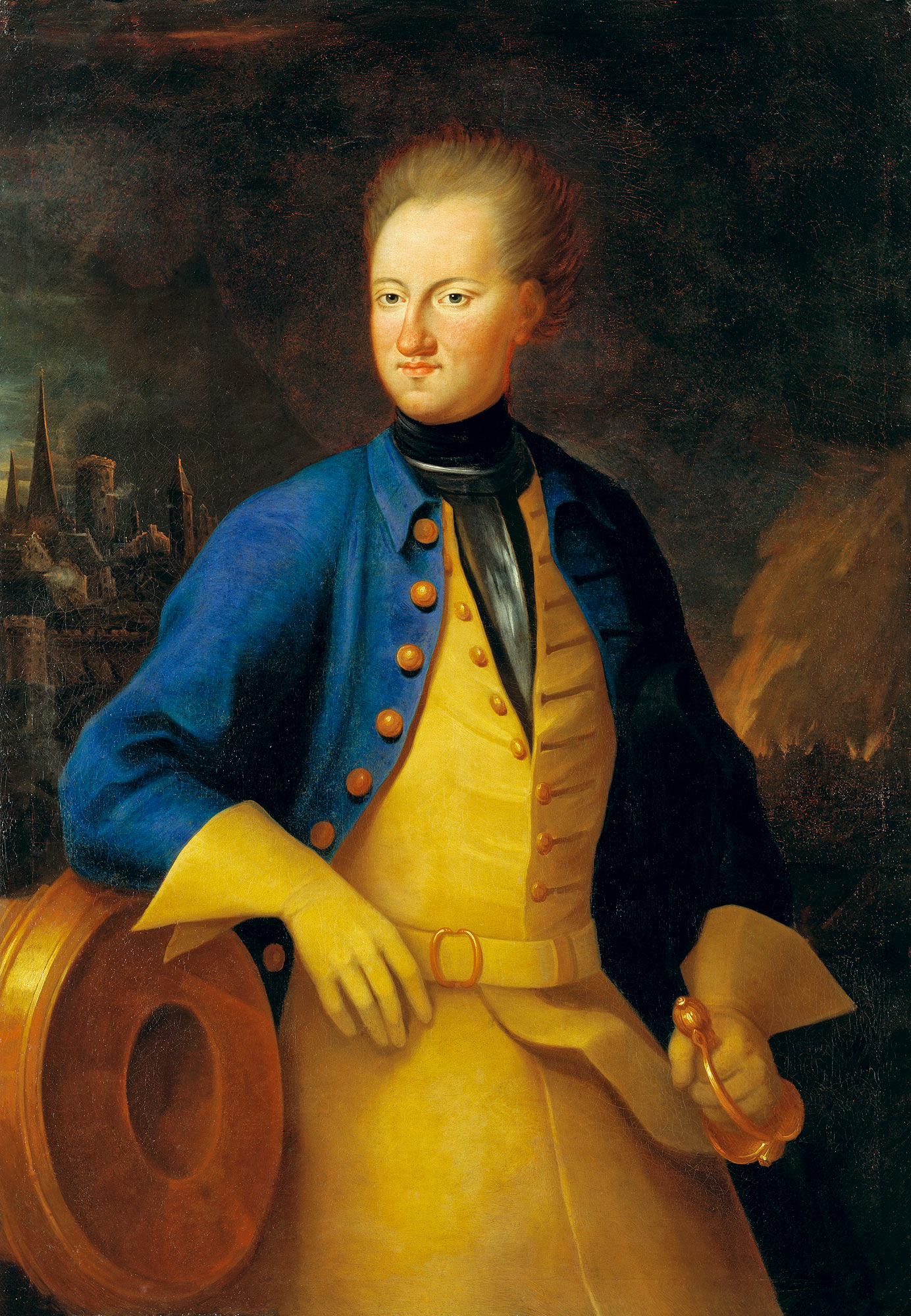
Carlo XII

Dopo la morte di Carlo XI il trono venne ereditato nel 1697 da Carlo XII ancora minorenne. Nel 1700, dopo una breve reggenza di tre anni, venne dichiarata la maggiore età del sovrano. Confidando nella inesperienza del giovane sovrano Russia, Danimarca e Polonia si allearono e attaccarono all'improvviso la Svezia per riconquistare molti dei territori perduti in precedenza. Iniziava così la grande guerra del Nord che durò per circa una ventina di anni.
Carlo XII si rivelò però tutt'altro che un inetto, almeno dal punto di vista militare, decidendo di concentrare le proprie forze per sconfiggere un nemico alla volta. La Danimarca aveva invaso i territori svedesi in Germania, ma Carlo invece che riconquistarli sorprese tutti sbarcando direttamente Copenaghen e costringendo alla pace la Danimarca stessa, con l'aiuto delle flotte inglese ed olandese. Trasportò poi le truppe svedesi sulla riva opposta del Baltico, in Estonia, e sconfisse duramente la Russia nella battaglia di Narva del 1700. Si dedicò infine alla Polonia-Sassonia nel tentativo di detronizzare Augusto II di Polonia. Ottenne il risultato sperato (trattato di Altranstädt 1706) rimanendo però troppo a lungo invischiato nelle beghe polacche, così da permettere alla Russia di riprendersi militarmente dalla precedente sconfitta e riconquistare l'accesso al Baltico, con la conquista di diversi porti.
Anziché riprendere queste città, Carlo XII decise di puntare direttamente su Mosca come qualche anno prima aveva fatto con Copenaghen, rimanendo però frenato dalle condizioni climatiche dell'inverno russo. Ritrovatosi infine a corto di rifornimenti e con i russi che applicavano la tattica della terra bruciata, l'esercito svedese fu costretto a ripiegare verso l'Ucraina dove sperava nell'aiuto dei cosacchi ribelli, venendo però rovinosamente battuto nella battaglia di Poltava del 1709.
Carlo XII stesso fu costretto a fuggire nell'Impero ottomano, dove rimase come ospite sotto stretta sorveglianza nei pressi della fortezza di Bender per quattro anni, riuscendo perlomeno a convincere i turchi a dichiarare guerra ai russi. Nel frattempo, in seguito alla sconfitta di Poltava, la Danimarca e la Polonia rientrarono in guerra, seguite da altre potenze come la Prussia, con l'obbiettivo di spartirsi le province svedesi. Dopo l'assedio di Vyborg (1710) la Russia intanto procedeva all'occupazione delle province baltiche e della Finlandia.
Fuggito alla custodia dei turchi nel 1714 e dopo una rocambolesca cavalcata di 15 giorni da un capo all'altro d'Europa, travestito da semplice soldato, Carlo XII ritornava intanto sulle rive del Baltico a cercare di rompere l'assedio di Stralsund per poi procedere all'invasione della Norvegia, nel tentativo di costringere la Danimarca ad una pace separata. Colpito alla testa da un proiettile, in circostanze misteriose, nel 1718, con la sua morte Carlo XII lasciò la Svezia priva di una guida forte e sicura.

## Fine dell'impero
Carlo XII morì senza lasciare figli, perciò gli successero sua sorella Ulrica Eleonora ed il marito, che si piegarono a sottoscrivere il trattato di Nystad del 1721, che grazie all'appoggio della Francia e della Gran Bretagna (che non volevano un improvviso vuoto di potere nel nord), impedì una completa spartizione della Svezia da parte dei nemici. Persa in breve tempo la sua potenza politica e militare, assieme a tanti territori, la Svezia ormai era destinata a perdere completamente anche il suo status di Grande Potenza europea, per rimanere solo una potenza regionale, sottolineata anche dalla perdita della Finlandia e di altre province nel volgere del secolo.